# Bayport (Florida)
Bayport ist ein census-designated place (CDP) im Hernando County im US-Bundesstaat Florida mit 45 Einwohnern (Stand: 2020).

## Geographie
Bayport liegt rund 25 km westlich von Brooksville sowie etwa 80 km nördlich von Tampa direkt am Golf von Mexiko.

## Demographische Daten
Laut der Volkszählung 2010 verteilten sich die damaligen 43 Einwohner auf 39 Haushalte. Die Bevölkerungsdichte lag bei 25,3 Einw./km². 95,3 % der Bevölkerung bezeichneten sich als Weiße und 4,7 % als Afroamerikaner. 9,3 % der Bevölkerung bestand aus Hispanics oder Latinos.
Im Jahr 2010 lebten in 23,8 % aller Haushalte Kinder unter 18 Jahren sowie 33,3 % aller Haushalte Personen mit mindestens 65 Jahren. 47,6 % der Haushalte waren Familienhaushalte (bestehend aus verheirateten Paaren mit oder ohne Nachkommen bzw. einem Elternteil mit Nachkomme). Die durchschnittliche Größe eines Haushalts lag bei 2,05 Personen und die durchschnittliche Familiengröße bei 2,70 Personen.
16,3 % der Bevölkerung waren jünger als 20 Jahre, 25,6 % waren 20 bis 39 Jahre alt, 25,6 % waren 40 bis 59 Jahre alt und 32,5 % waren mindestens 60 Jahre alt. Das mittlere Alter betrug 51 Jahre. 46,5 % der Bevölkerung waren männlich und 53,5 % weiblich.
Das durchschnittliche Jahreseinkommen lag bei 95.660 $, dabei lebte niemand unter der Armutsgrenze.
Im Jahr 2000 war Englisch die Muttersprache von 100 % der Bevölkerung.

## Geschichte
Das Landesinnere Floridas wurde von Siedlern erst in den 1740er Jahren nach dem Ende des 2. Seminolenkriege besiedelt. Da keine Straßen- und Eisenbahnverbindungen vorhanden waren, waren Küsten- und Binnenwasserwege für die Versorgung der Siedler von größter Bedeutung. Die Ortschaft Bayport an der Mündung des Weekiwachee wurde so in den 1850er Jahren zu einem Zentrum für Baumwoll- und Nahrungshandel. Während des Sezessionskrieges blockierten die Nordstaaten mit ihrer Marine wichtige Häfen an der Atlantik- und Golfküste, um so den Nachschub zu unterbinden. Kleine Flüsse wie der Weekiwachee wurden so zu wichtigen Wasserstraßen. Zwischen 1862 und 1865 wurden insgesamt 11 Blockadebrecher aufgebracht. Bayport wurde nach Ende des Sezessionskrieges der größte Exporthafen für landwirtschaftliche Güter und Hummer. Der Ort verlor seine Bedeutung 1885, als die Eisenbahnverbindung nach Brooksville fertiggestellt wurde.

## Bayport heute
Seit dieser Zeit ist Bayport ein Ausflugsziel für Angler. Familien aus dem nahegelegenen Brooksville besitzen hier Wochenendhäuser. Man kann hier Barsche und Forellen fangen, und zu manchen Jahreszeiten auch Makrelen. Im Frühjahr 2008 wurde vom Hernando County und dem Southwest Florida Water Management District Bayport's Hafen und Parkanlage erneuert.